# Bowenia serrulata
Bowenia serrulata (W.Bull) Chamb. è una cicade della famiglia delle Zamiaceae, nativa dell'Australia.

## Descrizione
È una pianta acaule, con fusto tuberoso sotterraneo
Le foglie, disposte a corona sull'apice del fusto, sono dotate di un lungo picciolo  e presentano  da 7 a 30 fogliline con bordo caratteristicamente seghettato (da cui deriva l'epiteto specifico).
I coni maschili sono ovoidali, lunghi circa 5 cm per 2,5 cm di diametro, quelli femminili raggiungono i 15 cm di lunghezza.
I semi, lunghi 4,5 cm, sono ricoperti da un tegumento carnoso di colore rosso porpora.

## Biologia
Si riproduce per impollinazione entomofila ad opera di coleotteri del genere Miltotranes (Curculionidae).

## Distribuzione e habitat
Nativa del Queensland (Australia), cresce nel sottobosco delle foreste pluviali tropicali.